# The Truth Beneath
The Truth Beneath (es el título internacional; título original: 비밀은 없다; RR: Bimileun Eopda) es una película surcoreana de suspense estrenada en 2016, dirigida por Lee Kyoung-mi sobre un guion de la misma Lee Kyoung-mi y Park Chan-wook, y protagonizada por Son Ye-jin y Kim Joo-hyuk.

## Argumento
Kim Yeon-hong es la mujer de Kim Jong-chan, que se presenta por primera vez como candidato a unas elecciones políticas. El primer día de campaña electoral desaparece la hija de ambos, Kim Min-jin. Mientras el padre se centra en la campaña, Kim Yeon-hong comienza a buscarla ante la poca efectividad mostrada por la policía, y poco a poco va descubriendo aspectos de la vida de su hija que desconocía por completo, como su amistad con una compañera de clase, Choi Mi-ok (que además es hija del conductor de su marido), la difícil convivencia de ambas con sus otras compañeras en la escuela, y su misteriosa relación con una profesora, Son So-ra. A los pocos días aparece el cuerpo de Kim Min-jin enterrado en un bosque. La madre prosigue ahora en la búsqueda del culpable de su muerte, tratando de superar las reticencias y desvelar las verdades ocultas de todos los que la rodean.

## Reparto
- Son Ye-jin como Kim Yeon-hong.
- Kim Joo-hyuk como su marido Kim Jong-chan.
- Kim Soo-hee como la amiga de su hija Choi Mi-ok.
- Shin Ji-hoon como su hija Kim Min-jin.
- Choi Yu-hwa como la profesora Son So-ra.
- Kim Min-jae como el director de campaña.
- Park Jin-woo como el conductor Choi.
- Moon Young-dong como el detective Nam.
- Kim Eui-sung como el candidato rival No Jae-soon.
- Lee Sang-hee como la madrastra de Choi Mi-ok.

## Taquilla y recepción crítica
La película recaudó el equivalente a 1 852 000 dólares estadounidenses.
Jason Bechervaise (Screendaily) señala que la película es una «experiencia visual fascinante» por su compleja narración y montaje, así como por su elaborada puesta en escena, y se caracteriza por un énfasis estilístico que no cae en la exageración. Si bien el tema, explorado en otros filmes coreanos de estos años, es la corrupción desenfrenada de una clase política fundamentalmente masculina, aquí el foco está en la protagonista femenina. Todo el reparto ofrece una actuación sólida, pero es precisamente Son Ye-jin quien brilla con su personaje.
Rumy Doo (Korea Herald) da una opinión mucho menos positiva: «The Truth Beneath intenta con demasiada fuerza frustrar las expectativas a cada paso. La directora Lee Kyoung-mi había dicho previamente que quería "evitar lo típico" en esta película. El resultado es una trama que carece de lógica, personajes frenéticos pero huecos y una mezcla discordante de géneros».
Según Heo Ji-woong (Huffingtonpost) «Aunque The Truth Beneath puede no ser una obra maestra [...], no parece haber duda de que es una película con un sentido único que no se puede encontrar en ningún otro lugar».

## Premios y nominaciones
| Premio                                         | Categoría                      | Destinatario      | Resultado | Ref.   |
| ---------------------------------------------- | ------------------------------ | ----------------- | --------- | ------ |
| 25.º Buil Film Awards                          | Mejor actriz                   | Son Ye-jin        | Ganadora  | [ 5 ]  |
| 25.º Buil Film Awards                          | Mejor director                 | Lee Kyoung-mi     | Nominada  |        |
| 25.º Buil Film Awards                          | Mejor director novel           | Lee Kyoung-mi     | Nominada  |        |
| 36th Korean Association of Film Critics Awards | Diez mejores películas del año | The Truth Beneath | Ganadora  | [ 6 ]  |
| 36th Korean Association of Film Critics Awards | Mejor director                 | Lee Kyoung-mi     | Ganadora  | [ 6 ]  |
| 36th Korean Association of Film Critics Awards | Mejor actriz                   | Son Ye-jin        | Ganadora  | [ 6 ]  |
| 3rd Korean Film Producers Association Awards   | Mejor actriz                   | Son Ye-jin        | Ganadora  | [ 7 ]  |
| 17th Women in Film Korea Festival              | 2016 This Year's Actress Award | Son Ye-jin        | Ganadora  | [ 8 ]  |
| 17th Women in Film Korea Festival              | Mejor guion                    | Lee Kyoung-mi     | Ganadora  |        |
| 11th París Korean Film Festival                | Premio de audiencia            | The Truth Beneath | Ganadora  |        |
| 17th Busan Film Critics Awards                 | Mejor película                 | The Truth Beneath | Ganadora  |        |
| 17th Busan Film Critics Awards                 | Mejor actriz                   | Son Ye-jin        | Ganadora  | [ 9 ]  |
| 22nd Chunsa Film Awards                        | Mejor actriz                   | Son Ye-jin        | Ganadora  | [ 10 ] |
| 22nd Chunsa Film Awards                        | Mejor guion                    | Lee Kyoung-mi     | Ganadora  | [ 10 ] |
| 31st Fribourg International Film Festival      | Grand Prix                     | Lee Kyoung-mi     | Nominada  |        |